# Abdullah bin Abdul Muttalib
Abdullah bin Abdul Muttalib (arabiska: عَبْد ٱلله ٱبْن عَبْد ٱلْمُطَّلِب), född 546 i Mecka, död 570 i Medina, var en köpman i Mecka och far till den islamiske profeten Muhammed.
Han var gift med  Aminah Bint Wahb och var Abd al-Muttalib ibn Hashims tioende son och son till Fatimah bint Amr från Makhzum-klanen.
Abdullah var känd i staden Mecka för sin skönhet, symmetriska figur och kyskhet bland Qureish. Under en handelsresa till Damaskus blev han vid hemfärden sjuk i Medina och avled där en tid därefter, endast 24 år gammal.
Han dog innan Muhammed föddes och begravdes i Medina.